# FA Cup 1955-1956
La FA Cup 1955–56 fu la 75ª edizione della più antica competizione calcistica del mondo, la FA Cup. Il Manchester City vinse il trofeo, battendo il Birmingham City 3–1 nella finale giocata allo stadio Wembley di Londra.

## Calendario
| Fase                            | Data              |
| ------------------------------- | ----------------- |
| Turno preliminare               | 10 settembre 1955 |
| Primo turno di qualificazione   | 24 settembre 1955 |
| Secondo turno di qualificazione | 8 ottobre 1955    |
| Terzo turno di qualificazione   | 22 ottobre 1955   |
| Quarto turno di qualificazione  | 5 novembre 1955   |
| Primo turno                     | 19 novembre 1955  |
| Secondo turno                   | 10 dicembre 1955  |
| Terzo turno                     | 7 gennaio 1956    |
| Quarto turno                    | 28 gennaio 1956   |
| Quinto turno                    | 18 febbraio 1956  |
| Sesto turno                     | 3 marzo 1956      |
| Semifinali                      | 17 marzo 1956     |
| Finale                          | 5 maggio 1956     |

## Risultati

### Primo turno
A questa fase del torneo parteciparono 48 squadre di Terza Divisione Nord e Terza Divisione Sud che diventarono le prime 32 squadre dilettantistiche a passare la fase qualificatoria del torneo.
Gli incontro furono giocati sabato 19 novembre 1955. Sette partite furono pareggiate, quindi vennero disputati gli spareggi la settimana successiva. Due incontri ebbero bisogno di un secondo spareggio, giocato lunedì 28 novembre 1955.
| Incontro N°  | Squadra in casa             | Risultato | Squadra in trasferta            | Data             | Pubblico | Note  |
| ------------ | --------------------------- | --------- | ------------------------------- | ---------------- | -------- | ----- |
| 1            | Chesterfield                | 1–0       | Chester                         | 19 novembre 1955 |          |       |
| 2            | Darlington                  | 0–0       | Carlisle United                 | 19 novembre 1955 |          |       |
| Spareggio    | Carlisle United             | 0–0       | Darlington                      | 22 novembre 1955 |          | [ 1 ] |
| 2° Spareggio | Darlington                  | 3–1       | Carlisle United                 | 28 novembre 1955 |          |       |
| 3            | Hastings United             | 6–1       | Southall                        | 19 novembre 1955 |          |       |
| 4            | Barrow                      | 0–0       | Crewe Alexandra                 | 19 novembre 1955 |          |       |
| Spareggio    | Crewe Alexandra             | 2–3       | Barrow                          | 23 novembre 1955 |          |       |
| 5            | Rochdale                    | 0–1       | York City                       | 19 novembre 1955 |          |       |
| 6            | Watford                     | 5–3       | Ramsgate Athletic               | 19 novembre 1955 |          |       |
| 7            | Weymouth                    | 3–2       | Salisbury                       | 19 novembre 1955 |          |       |
| 8            | Yeovil Town                 | 1–1       | Aldershot                       | 19 novembre 1955 |          |       |
| Spareggio    | Aldershot                   | 1–1       | Yeovil Town                     | 23 novembre 1955 |          |       |
| 2° Spareggio | Yeovil Town                 | 0–3       | Aldershot                       | 28 novembre 1955 |          | [ 2 ] |
| 9            | Reading                     | 1–0       | Bournemouth & Boscombe Athletic | 19 novembre 1955 |          |       |
| 10           | Gillingham                  | 1–1       | Shrewsbury Town                 | 19 novembre 1955 |          |       |
| Spareggio    | Shrewsbury Town             | 4–1       | Gillingham                      | 24 novembre 1955 |          |       |
| 11           | Swindon Town                | 4–0       | Hereford United                 | 19 novembre 1955 |          |       |
| 12           | Bishop Auckland             | 3–1       | Durham City                     | 19 novembre 1955 |          |       |
| 13           | Wycombe Wanderers           | 1–3       | Burton Albion                   | 19 novembre 1955 |          |       |
| 14           | Accrington Stanley          | 3–1       | Wrexham                         | 19 novembre 1955 |          |       |
| 15           | Brentford                   | 4–0       | March Town United               | 19 novembre 1955 |          |       |
| 16           | Crook Town                  | 2–2       | Derby County                    | 19 novembre 1955 |          |       |
| Spareggio    | Derby County                | 5–1       | Crook Town                      | 23 novembre 1955 |          |       |
| 17           | Northampton Town            | 4–1       | Millwall                        | 19 novembre 1955 |          |       |
| 18           | Coventry City               | 0–1       | Exeter City                     | 19 novembre 1955 |          |       |
| 19           | Brighton & Hove Albion      | 8–1       | Newport County                  | 19 novembre 1955 |          |       |
| 20           | Rhyl                        | 0–3       | Bradford Park Avenue            | 19 novembre 1955 |          |       |
| 21           | Norwich City                | 4–0       | Dorchester Town                 | 19 novembre 1955 |          |       |
| 22           | Bradford City               | 3–1       | Oldham Athletic                 | 19 novembre 1955 |          |       |
| 23           | Crystal Palace              | 0–0       | Southampton                     | 19 novembre 1955 |          |       |
| Spareggio    | Southampton                 | 2–0       | Crystal Palace                  | 23 novembre 1955 |          |       |
| 24           | Goole Town                  | 1–2       | Halifax Town                    | 19 novembre 1955 |          |       |
| 25           | Southend United             | 2–0       | Queens Park Rangers             | 19 novembre 1955 |          |       |
| 26           | Hartlepools United          | 3–0       | Gateshead                       | 19 novembre 1955 |          |       |
| 27           | Scunthorpe & Lindsey United | 3–0       | Shildon                         | 19 novembre 1955 |          |       |
| 28           | Bedford Town                | 3–0       | Leyton                          | 19 novembre 1955 |          |       |
| 29           | Mansfield Town              | 2–0       | Stockport County                | 19 novembre 1955 |          |       |
| 30           | Margate                     | 2–2       | Walsall                         | 19 novembre 1955 |          |       |
| Spareggio    | Walsall                     | 6–1       | Margate                         | 24 novembre 1955 |          |       |
| 31           | Halesowen Town              | 2–4       | Hendon                          | 19 novembre 1955 |          |       |
| 32           | Southport                   | 6–1       | Ashton United                   | 19 novembre 1955 |          |       |
| 33           | Torquay United              | 2–0       | Colchester United               | 19 novembre 1955 |          |       |
| 34           | Workington                  | 4–2       | Scarborough                     | 19 novembre 1955 |          |       |
| 35           | Netherfield                 | 1–5       | Grimsby Town                    | 19 novembre 1955 |          |       |
| 36           | Easington Colliery Welfare  | 0–2       | Tranmere Rovers                 | 19 novembre 1955 |          |       |
| 37           | Boston United               | 3–2       | Northwich Victoria              | 19 novembre 1955 |          |       |
| 38           | Peterborough United         | 3–1       | Ipswich Town                    | 19 novembre 1955 | 20,843   |       |
| 39           | Leyton Orient               | 7–1       | Lovells Athletic                | 19 novembre 1955 |          |       |
| 40           | Skegness Town               | 0–2       | Worksop Town                    | 19 novembre 1955 |          |       |

### Secondo turno
Gli incontri furono disputati sabato 10 dicembre 1955. Sette incontri furono pareggiati, quindi vennero disputati gli spareggi la settimana successiva.
| Incontro N° | Squadra in casa             | Risultato | Squadra in trasferta        | Data             | Pubblico | Note |
| ----------- | --------------------------- | --------- | --------------------------- | ---------------- | -------- | ---- |
| 1           | Chesterfield                | 1–2       | Hartlepools United          | 10 dicembre 1955 |          |      |
| 2           | Darlington                  | 0–1       | Accrington Stanley          | 10 dicembre 1955 |          |      |
| 3           | Weymouth                    | 0–1       | Southend United             | 10 dicembre 1955 |          |      |
| 4           | Reading                     | 2–2       | Aldershot                   | 10 dicembre 1955 |          |      |
| Spareggio   | Aldershot                   | 3–0       | Reading                     | 14 dicembre 1955 |          |      |
| 5           | Walsall                     | 2–1       | Southampton                 | 10 dicembre 1955 |          |      |
| 6           | Derby County                | 1–6       | Boston United               | 10 dicembre 1955 |          |      |
| 7           | Swindon Town                | 1–1       | Peterborough United         | 10 dicembre 1955 |          |      |
| Spareggio   | Peterborough United         | 1–2       | Swindon Town                | 15 dicembre 1955 |          |      |
| 8           | Shrewsbury Town             | 0–0       | Torquay United              | 10 dicembre 1955 |          |      |
| Spareggio   | Torquay United              | 5–1       | Shrewsbury Town             | 14 dicembre 1955 |          |      |
| 9           | Bishop Auckland             | 0–0       | Scunthorpe & Lindsey United | 10 dicembre 1955 |          |      |
| Spareggio   | Scunthorpe & Lindsey United | 2–0       | Bishop Auckland             | 15 dicembre 1955 |          |      |
| 10          | Tranmere Rovers             | 0–3       | Barrow                      | 10 dicembre 1955 |          |      |
| 11          | Northampton Town            | 4–1       | Hastings United             | 10 dicembre 1955 |          |      |
| 12          | Brighton & Hove Albion      | 1–2       | Norwich City                | 10 dicembre 1955 |          |      |
| 13          | Bradford City               | 2–2       | Worksop Town                | 10 dicembre 1955 |          |      |
| Spareggio   | Worksop Town                | 1–0       | Bradford City               | 15 dicembre 1955 |          |      |
| 14          | Bradford Park Avenue        | 4–3       | Workington                  | 10 dicembre 1955 |          |      |
| 15          | Exeter City                 | 6–2       | Hendon                      | 10 dicembre 1955 |          |      |
| 16          | Bedford Town                | 3–2       | Watford                     | 10 dicembre 1955 |          |      |
| 17          | Halifax Town                | 0–0       | Burton Albion               | 10 dicembre 1955 |          |      |
| Spareggio   | Burton Albion               | 1–0       | Halifax Town                | 14 dicembre 1955 |          |      |
| 18          | Southport                   | 0–0       | Grimsby Town                | 10 dicembre 1955 |          |      |
| Spareggio   | Grimsby Town                | 3–2       | Southport                   | 14 dicembre 1955 |          |      |
| 19          | York City                   | 2–1       | Mansfield Town              | 10 dicembre 1955 |          |      |
| 20          | Leyton Orient               | 4–1       | Brentford                   | 10 dicembre 1955 |          |      |

### Terzo turno
A questa fase del torneo entrarono nel torneo 44 squadre professionistiche. Gli incontri furono giocati sabato 7 gennaio 1956, Quattro incontri furono rinviati per maltempo. Quattro partite finirono in pareggio e vennero fatti gli spareggi la settimana successiva.
| Incontro N° | Squadra in casa             | Risultato | Squadra in trasferta        | Data            | Pubblico | Note |
| ----------- | --------------------------- | --------- | --------------------------- | --------------- | -------- | ---- |
| 1           | Bury                        | 0–1       | Burnley                     | 10 gennaio 1956 |          |      |
| 2           | Liverpool                   | 2–0       | Accrington Stanley          | 7 gennaio 1956  |          |      |
| 3           | Walsall                     | 0–1       | Port Vale                   | 7 gennaio 1956  |          |      |
| 4           | Notts County                | 0–1       | Fulham                      | 7 gennaio 1956  |          |      |
| 5           | Aston Villa                 | 1–1       | Hull City                   | 7 gennaio 1956  |          |      |
| Spareggio   | Hull City                   | 1–2       | Aston Villa                 | 12 gennaio 1956 |          |      |
| 6           | Sheffield Wednesday         | 1–3       | Newcastle Utd               | 7 gennaio 1956  |          |      |
| 7           | Bolton Wanderers            | 3–0       | Huddersfield Town           | 11 gennaio 1956 |          |      |
| 8           | Wolverhampton Wanderers     | 1–2       | West Bromwich Albion        | 7 gennaio 1956  |          |      |
| 9           | Sunderland                  | 4–2       | Norwich City                | 7 gennaio 1956  |          |      |
| 10          | Lincoln City                | 2–3       | Southend United             | 7 gennaio 1956  |          |      |
| 11          | Luton Town                  | 0–4       | Leicester City              | 11 gennaio 1956 |          |      |
| 12          | Everton                     | 3–1       | Bristol City                | 7 gennaio 1956  |          |      |
| 13          | Swindon Town                | 1–0       | Worksop Town                | 7 gennaio 1956  |          |      |
| 14          | Doncaster Rovers            | 3–0       | Nottingham Forest           | 7 gennaio 1956  |          |      |
| 15          | Sheffield United            | 5–0       | Barrow                      | 7 gennaio 1956  |          |      |
| 16          | Tottenham                   | 4–0       | Boston United               | 7 gennaio 1956  |          |      |
| 17          | Manchester City             | 2–1       | Blackpool                   | 11 gennaio 1956 |          |      |
| 18          | Bristol Rovers              | 4–0       | Manchester Utd              | 7 gennaio 1956  |          |      |
| 19          | Northampton Town            | 1–2       | Blackburn Rovers            | 7 gennaio 1956  |          |      |
| 20          | Portsmouth                  | 3–1       | Grimsby Town                | 7 gennaio 1956  |          |      |
| 21          | West Ham United             | 5–2       | Preston North End           | 7 gennaio 1956  |          |      |
| 22          | Bradford Park Avenue        | 0–4       | Middlesbrough               | 7 gennaio 1956  |          |      |
| 23          | Exeter City                 | 0–0       | Stoke City                  | 7 gennaio 1956  |          |      |
| Spareggio   | Stoke City                  | 3–0       | Exeter City                 | 9 gennaio 1956  |          |      |
| 24          | Hartlepools United          | 0–1       | Chelsea                     | 7 gennaio 1956  |          |      |
| 25          | Swansea Town                | 1–2       | York City                   | 7 gennaio 1956  |          |      |
| 26          | Charlton Athletic           | 7–0       | Burton Albion               | 7 gennaio 1956  |          |      |
| 27          | Arsenal                     | 2–2       | Bedford Town                | 7 gennaio 1956  |          |      |
| Spareggio   | Bedford Town                | 1–2       | Arsenal                     | 12 gennaio 1956 |          |      |
| 28          | Leeds Utd                   | 1–2       | Cardiff City                | 7 gennaio 1956  |          |      |
| 29          | Torquay United              | 1–7       | Birmingham City             | 7 gennaio 1956  |          |      |
| 30          | Rotherham United            | 1–1       | Scunthorpe & Lindsey United | 7 gennaio 1956  |          |      |
| Spareggio   | Scunthorpe & Lindsey United | 4–2       | Rotherham United            | 12 gennaio 1956 |          |      |
| 31          | Aldershot                   | 1–2       | Barnsley                    | 7 gennaio 1956  |          |      |
| 32          | Leyton Orient               | 1–0       | Plymouth Argyle             | 7 gennaio 1956  |          |      |

### Quarto turno
Gli incontri furono giocati sabato 28 gennaio 1956. Quattro incontri furono pareggiati e vennero disputati gli spareggi la settimana successiva. La partita tra Burnley e Chelsea fu giocata ben cinque volte, al quarto spareggio il Chelsea riuscì infine a battere gli avversari.
| Incontro N°   | Squadra in casa             | Risultato | Squadra in trasferta        | Data             | Pubblico | Note  |
| ------------- | --------------------------- | --------- | --------------------------- | ---------------- | -------- | ----- |
| 1             | Burnley                     | 1–1       | Chelsea                     | 28 gennaio 1956  |          |       |
| Spareggio     | Chelsea                     | 1–1       | Burnley                     | 1º febbraio 1956 |          |       |
| 2° Spareggio  | Burnley                     | 2–2       | Chelsea                     | 6 febbraio 1956  |          | [ 3 ] |
| 3rd Spareggio | Chelsea                     | 0–0       | Burnley                     | 13 febbraio 1956 |          | [ 4 ] |
| 4th Spareggio | Burnley                     | 0–2       | Chelsea                     | 15 febbraio 1956 |          | [ 5 ] |
| 2             | Liverpool                   | 3–3       | Scunthorpe & Lindsey United | 28 gennaio 1956  |          |       |
| Spareggio     | Scunthorpe & Lindsey United | 0–2       | Liverpool                   | 6 febbraio 1956  |          |       |
| 3             | Leicester City              | 3–3       | Stoke City                  | 28 gennaio 1956  |          |       |
| Spareggio     | Stoke City                  | 2–1       | Leicester City              | 30 gennaio 1956  |          |       |
| 4             | Bolton Wanderers            | 1–2       | Sheffield United            | 28 gennaio 1956  |          |       |
| 5             | West Bromwich Albion        | 2–0       | Portsmouth                  | 28 gennaio 1956  |          |       |
| 6             | Tottenham                   | 3–1       | Middlesbrough               | 28 gennaio 1956  |          |       |
| 7             | Fulham                      | 4–5       | Newcastle Utd               | 28 gennaio 1956  |          |       |
| 8             | Barnsley                    | 0–1       | Blackburn Rovers            | 28 gennaio 1956  |          |       |
| 9             | Bristol Rovers              | 1–1       | Doncaster Rovers            | 28 gennaio 1956  |          |       |
| Spareggio     | Doncaster Rovers            | 1–0       | Bristol Rovers              | 31 gennaio 1956  |          |       |
| 10            | West Ham United             | 2–1       | Cardiff City                | 28 gennaio 1956  |          |       |
| 11            | Southend United             | 0–1       | Manchester City             | 28 gennaio 1956  |          |       |
| 12            | Port Vale                   | 2–3       | Everton                     | 28 gennaio 1956  |          |       |
| 13            | Charlton Athletic           | 2–1       | Swindon Town                | 28 gennaio 1956  |          |       |
| 14            | Arsenal                     | 4–1       | Aston Villa                 | 28 gennaio 1956  |          |       |
| 15            | York City                   | 0–0       | Sunderland                  | 28 gennaio 1956  |          |       |
| Spareggio     | Sunderland                  | 2–1       | York City                   | 1º febbraio 1956 |          |       |
| 16            | Leyton Orient               | 0–4       | Birmingham City             | 28 gennaio 1956  |          |       |

### Quinto turno
Gli incontri furono giocati sabato 18 febbraio 1956. Tre incontri furono pareggiati e vennero quindi disputati gli spareggi la settimana successiva.
| Incontro N° | Squadra in casa      | Risultato | Squadra in trasferta | Data             | Pubblico | Note |
| ----------- | -------------------- | --------- | -------------------- | ---------------- | -------- | ---- |
| 1           | West Bromwich Albion | 0–1       | Birmingham City      | 18 febbraio 1956 |          |      |
| 2           | Everton              | 1–0       | Chelsea              | 18 febbraio 1956 |          |      |
| 3           | Doncaster Rovers     | 0–2       | Tottenham            | 18 febbraio 1956 |          |      |
| 4           | Sheffield United     | 0–0       | Sunderland           | 18 febbraio 1956 |          |      |
| Spareggio   | Sunderland           | 1–0       | Sheffield United     | 22 febbraio 1956 |          |      |
| 5           | Newcastle Utd        | 2–1       | Stoke City           | 18 febbraio 1956 |          |      |
| 6           | Manchester City      | 0–0       | Liverpool            | 18 febbraio 1956 |          |      |
| Spareggio   | Liverpool            | 1–2       | Manchester City      | 22 febbraio 1956 |          |      |
| 7           | West Ham United      | 0–0       | Blackburn Rovers     | 18 febbraio 1956 |          |      |
| Spareggio   | Blackburn Rovers     | 2–3       | West Ham United      | 23 febbraio 1956 |          |      |
| 8           | Charlton Athletic    | 0–2       | Arsenal              | 18 febbraio 1956 |          |      |

## Turni finali

### Sesto turno
| Newcastle upon Tyne 3 marzo 1956         | Newcastle United | 0 – 2  | Sunderland | St James' Park |
| \| \| \| \| \| \| Marcatori \| Holden \| |                  |        |            |                |
|                                          |                  |        |            |                |
|                                          | Marcatori        | Holden |            |                |

| Londra 3 marzo 1956                                         | Tottenham Hotspur | 3 – 3 | West Ham United | White Hart Lane |
| \| \| \| \| \| Harmer Robb Duquemin \| Marcatori \| Dick \| |                   |       |                 |                 |
|                                                             |                   |       |                 |                 |
| Harmer Robb Duquemin                                        | Marcatori         | Dick  |                 |                 |

| Manchester 3 marzo 1956                                  | Manchester City | 2 – 1  | Everton | Maine Road |
| \| \| \| \| \| Hayes Johnstone \| Marcatori \| Harris \| |                 |        |         |            |
|                                                          |                 |        |         |            |
| Hayes Johnstone                                          | Marcatori       | Harris |         |            |

| Londra 3 marzo 1956                                            | Arsenal   | 1 – 3               | Birmingham City | Arsenal Stadium |
| \| \| \| \| \| Charlton \| Marcatori \| Astall Murphy Brown \| |           |                     |                 |                 |
|                                                                |           |                     |                 |                 |
| Charlton                                                       | Marcatori | Astall Murphy Brown |                 |                 |

#### Spareggio
| Londra 8 marzo 1956                                    | West Ham United | 1 – 2           | Tottenham Hotspur | Boleyn Ground |
| \| \| \| \| \| Dare \| Marcatori \| Harmer Duquemin \| |                 |                 |                   |               |
|                                                        |                 |                 |                   |               |
| Dare                                                   | Marcatori       | Harmer Duquemin |                   |               |

### Semifinali
| Birmingham 17 marzo 1956                    | Manchester City | 1 – 0 | Tottenham Hotspur | Villa Park |
| \| \| \| \| \| Johnstone \| Marcatori \| \| |                 |       |                   |            |
|                                             |                 |       |                   |            |
| Johnstone                                   | Marcatori       |       |                   |            |

| Sheffield 17 marzo 1956                               | Birmingham City | 3 – 0 | Sunderland | Hillsborough Stadium |
| \| \| \| \| \| Astall Brown Kinsey \| Marcatori \| \| |                 |       |            |                      |
|                                                       |                 |       |            |                      |
| Astall Brown Kinsey                                   | Marcatori       |       |            |                      |

### Finale
La finale venne giocata sabato 5 maggio 1956 allo stadio Wembley e finì 3–1, con i goal segnati da Joe Hayes, Bobby Johnstone e Jack Dyson per il Manchester City e Noel Kinsey per il Birmingham City. Il pubblico fu di 100.000 persone.
Il portiere dei Citizens Bert Trautmann si ruppe una vertebra del collo, ma lui non se ne accorse e continuó a giocare. Durante la premiazione accusó un torcicollo: solo 3 giorni dopo i dottori si accorsero della gravità. Aveva il collo spezzato e aveva rischiato di morire o restare paralizzato. 
| Arbitro: | Alf Bond |

|                                  |           |            |
| Hayes 3’ Johnstone 65’ Dyson 68’ | Marcatori | 15’ Kinsey |